# لیسوو (استان وارمی-ماسوری)
لیسوو (به لاتین: Lisewo) یک روستا در لهستان است که در گمینا کالینووو واقع شده‌است.